# TAG Heuer
Die TAG Heuer SA ist ein Schweizer Uhrenhersteller, der Uhren und Zeitmesseinrichtungen im gehobenen bis luxuriösen Preissegment fertigt. Das Unternehmen mit Sitz in La Chaux-de-Fonds befindet sich seit 1999 im Besitz des französischen Luxusgüterherstellers LVMH Moët Hennessy – Louis Vuitton SE.

## Geschichte

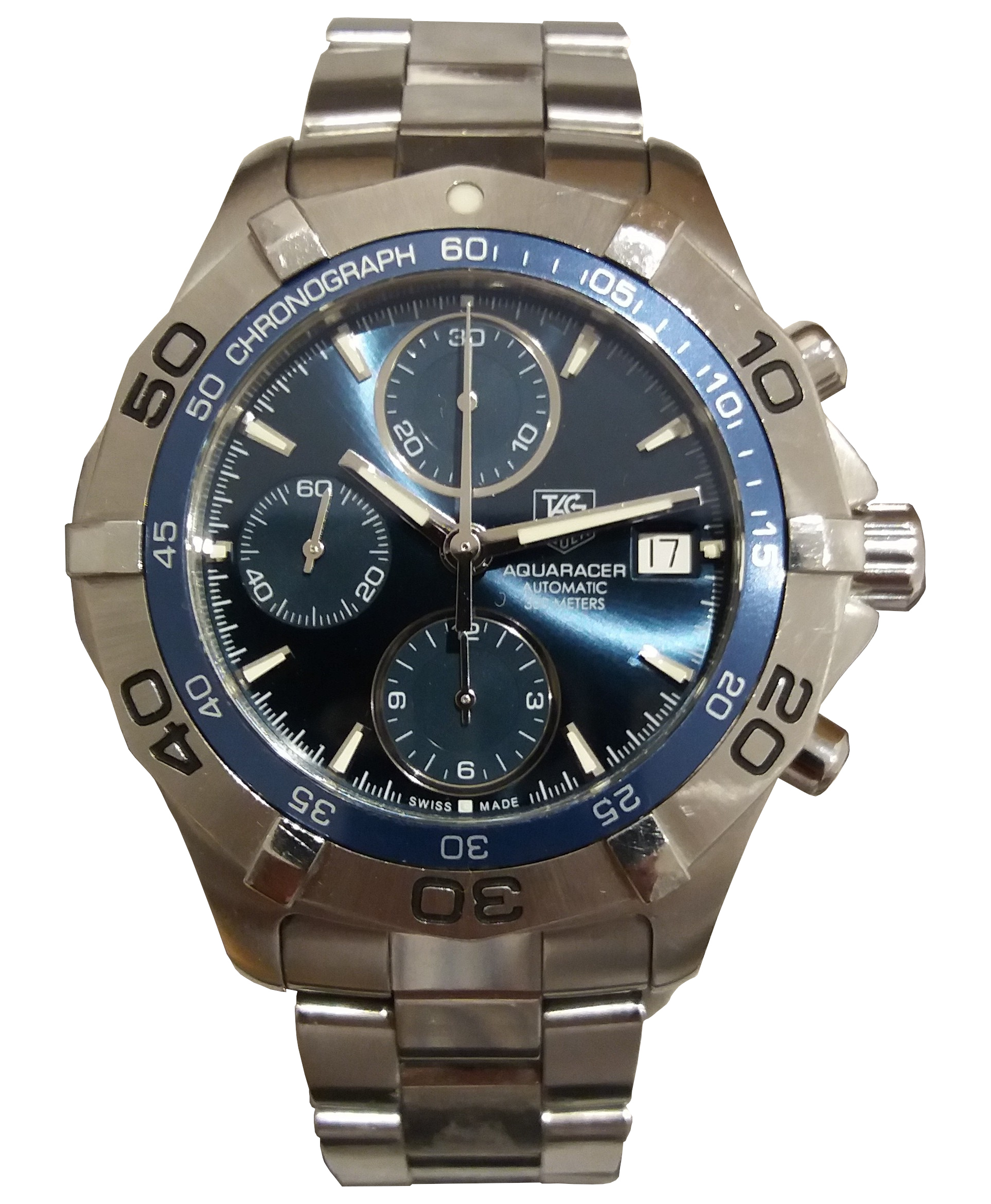
TAG Heuer Aquaracer Automatic Chronograph 300M

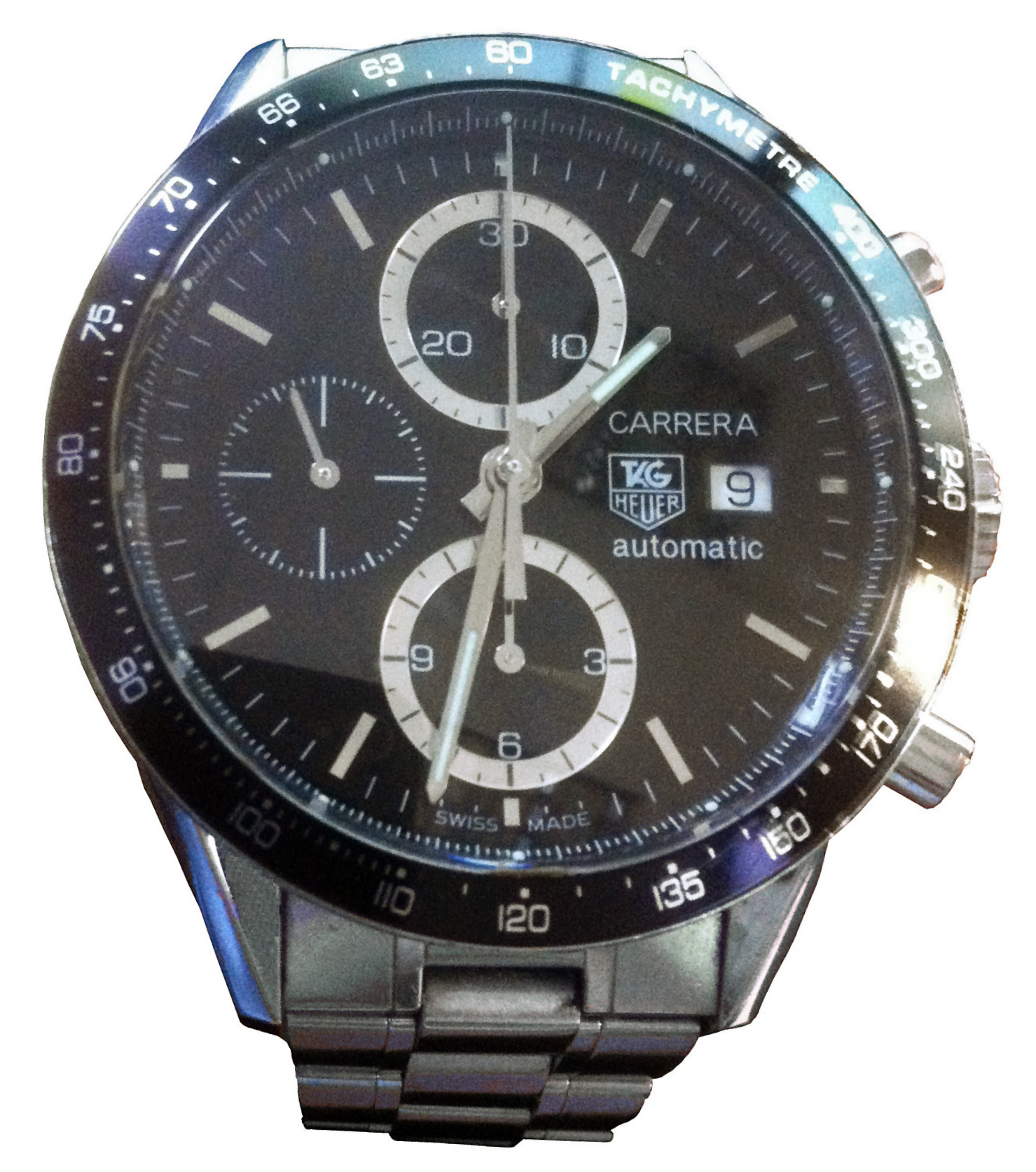
Ein Chronograph aus der Carrera-Serie von 2010

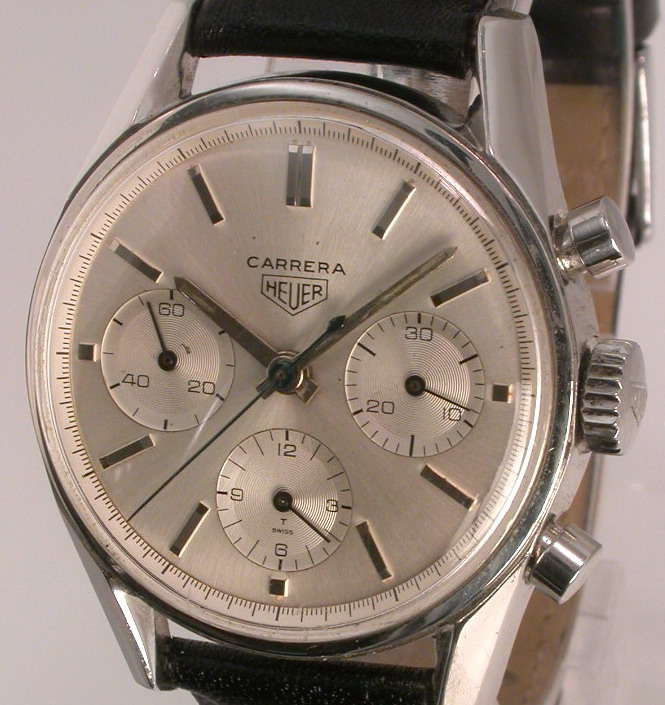
Heuer Carrera von 1964

Das Unternehmen wurde 1860 von Edouard Heuer in Saint-Imier gegründet. 1864 verlegte Heuer das Uhrmacheratelier in seinen Geburtsort Brügg und 1867 nach Biel, wo der Firmensitz weit über hundert Jahre verblieb. Das Unternehmen spezialisierte sich auf die Herstellung von Chronografen und Sportuhren. 1916 brachte es die erste Stoppuhr auf den Markt, die Hundertstelsekunden messen konnte. Ab 1927 war es offizieller Zeitnehmer bei Ski-, Bob- und Autorennen.
In der über 160-jährigen Geschichte gelang den Technikern des Unternehmens eine Reihe Neuerungen, dazu zählen unter anderem:
- Erstes Patent für einen Stoppuhrmechanismus (1882)
- Erster Hundertstelsekunden-Chronograph (1916)
- Erster Chronograph mit Weltgezeitenanzeige und Zifferblatt für Regatten (1950)
- Drittes automatisches Chronographenwerk (3. März 1969),
- Erster Quarzchronograph mit Analoganzeige (1983)
- Erstes mechanisches Uhrwerk mit Riemenantrieb, linearer Schwungmasse und Keramiklagern (2004)
- Erster mechanischer Armband-Chronograph mit Hundertstelsekunde-Messgenauigkeit (2005)

Edouard Heuer stellte seine Chronographen 1889 auf der Pariser Weltausstellung aus. Über vier Generationen wurde die Firma von Familienmitgliedern geführt, zuletzt von 1961 bis 1982 von Jack Heuer. Er führte nicht nur die Firma als Unternehmer, sondern wirkte auch aktiv bei der Gestaltung neuer Uhren wie des Modells Carrera mit.
Produkte des Unternehmens wurden unter anderem zur Zeitmessung bei den Olympischen Spielen, der amerikanischen IndyCar-Rennserie und bei der Formel 1 eingesetzt. Bekannte Chronographenserien sind Carrera (1964), Monaco (1969) und Formula 1.
1964 fusionierte Heuer mit der Leonidas Watch und der Berna Watch (beide von Charles Jeanneret geführt) zur Heuer-Leonidas-Gruppe. Nach dem Zusammenschluss mit der TAG-Gruppe (Techniques d’Avant Garde) im Jahr 1985 wurde die Firma in TAG Heuer umbenannt. Im Herbst 1996 wurde das Unternehmen an die Börse gebracht. Im Jahr 1999 übernahm der französische Luxusgüter-Hersteller Moët Hennessy Louis Vuitton S. A. (LVMH) das Unternehmen.
Von 1992 bis einschließlich 2003 stellte TAG Heuer die Zeitmessgeräte für die Formel 1.
Heute werden in der Formel 1 die Zeitmessinstrumente nur noch von Red Bull Racing und McLaren verwendet.
Seit dem Jahr 2004 übernimmt TAG Heuer die offizielle Zeitmessung der amerikanischen IndyCar-Rennserie. Aus diesem Anlass brachte TH einen limitierten Chronographen mit dem Logo des Indianapolis-Speedways auf dem Zifferblatt heraus.
Auf der Lünette ist auf 1 Uhr ebenfalls der Indy-500-Schriftzug zu finden, er ist in Rot abgesetzt.
TAG Heuer lancierte unter anderem drei limitierte Chronographen zu Ehren des Mercedes SLR McLaren.
2003 übernahm TAG Heuer die offiziellen Zeitmessungen für die Alpinen Skiweltmeisterschaften in St. Moritz. Zu diesem Anlass wurde ein auf 750 Einheiten limitierter Chronograph gebaut.
Seit 2007 befindet sich der Firmensitz in La Chaux-de-Fonds.
Am 11. Dezember 2024 versteigerte Sotheby’s in New York die „TAG Heuer Monaco“ des Schauspielers Steve McQueen. Weltweit bekannt wurde der quadratische Chronograph mit blauem Zifferblatt in dem Motorsportfilm Le Mans. Des Schätzpreis der Armbanduhr lag zwischen 450.000 und 900.000 Euro. Nach einem 7-minütigen Bieterwettstreit ging die Uhr schließlich für 1.800.000 Dollar – vor der Käuferprovision – in den Besitz eines Online-Bieters. Damit erzielte die Uhr das höchste Gebot, das je bei einer Auktion für eine Heuer abgegeben wurde, und ist damit die teuerste Heuer-Armbanduhr, die jemals verkauft wurde.
Seit 2025 ist TAG Heuer wieder offizieller Zeitnehmer der Formel 1.

## Prominente Werbeträger
Aufsehen erregte die Firma mit ihrer intensiven Werbung mit prominenten Leistungssportlern für die Uhrenserie Kirium.
Zu den TAG-Heuer-Botschaftern gehören unter anderem Leonardo DiCaprio, Cristiano Ronaldo, Patrick Dempsey, Martin Garrix, Delta Goodrem, Brad Pitt, Uma Thurman, Kurt Busch, Kimi Räikkönen, Fernando Alonso, Lewis Hamilton, Tiger Woods, Yao Ming, Shahrukh Khan, Sébastien Bourdais und Marija Scharapowa. Ebenso postum: Ayrton Senna, Steve McQueen, Jo Siffert und Clay Regazzoni.
In Zusammenarbeit mit Tiger Woods entwickelte TAG Heuer die Professional Golf Watch. Das Gehäuse dieser Uhr besteht aus Titan, das Armband aus hochelastischem Silikon. Das Uhrwerk ist so konzipiert, dass es durch die heftigen Bewegungen während des Golfens nicht beeinflusst wird. Sie ist bis 50 m wasserdicht.
Seit Beginn der Saison 2016 tritt TAG Heuer zudem als Hauptsponsor des Red Bull Racing Teams in der Formel 1 auf und finanziert u. a. dessen Motorleasing. Das Renault-Triebwerk wurde daher offiziell in „TAG Heuer“ umbenannt.

## Stoppuhren
Wichtige technische Fortschritte gelangen Heuer auch bei der Entwicklung und der Produktion von mechanischen Stoppuhren. Mit Aufkommen und Verbreitung der Quarztechnik und zeitlich etwas später der Digitaluhrentechnik wurden mechanische Stoppuhren überflüssig, und Heuer stellte ihre Produktion ein. Einen hohen Wert haben heute mechanische Stoppuhren für Armaturen in Oldtimerfahrzeugen. Derartige gut erhaltene Zeitmessinstrumente werden von Liebhabern beispielsweise in Oldtimer Classics eingesetzt und erzielen auf dem Markt Preise von bis zu mehreren tausend Euro.

## Aktuell erhältliche Uhrenkollektionen
- Monaco (1969: zweiter automatischer Chronograph – u. a. getragen von Steve McQueen im Rennfahrer-Epos Le Mans)
- Carrera
- Autavia
- Aquaracer
- Link
- Formula 1
- Connected (Smartwatch)

## Tag Heuer Connected
Auf der Baselworld 2015 gab Jean-Claude Biver, CEO von TAG Heuer die Entwicklungspartnerschaft mit Google und Intel bekannt. Im Rahmen dieser Partnerschaft wird eine Smartwatch über das Vertriebsnetz von Tag Heuer zum Preis von 1400 Dollar vertrieben werden. Die Akkulaufzeit soll 50 Stunden betragen. Im November 2015 wurde die Smartwatch der Öffentlichkeit vorgestellt. Nach Ablauf der Garantiezeit besteht für TAG Heuer Connected-Nutzer die Möglichkeit, gegen Zuzahlung von 1500 Dollar die Smartwatch in eine mechanische TAG Heuer Carrera Calibre 5 Special Edition 46mm umzutauschen.
Mittlerweile wurde die Produktion der Tag Heuer Connected eingestellt und durch die Tag Heuer Connected Modular in den Größen 41 mm und 45 mm fortgeführt.

## Bekannte historische Uhrenmodelle

### Autavia

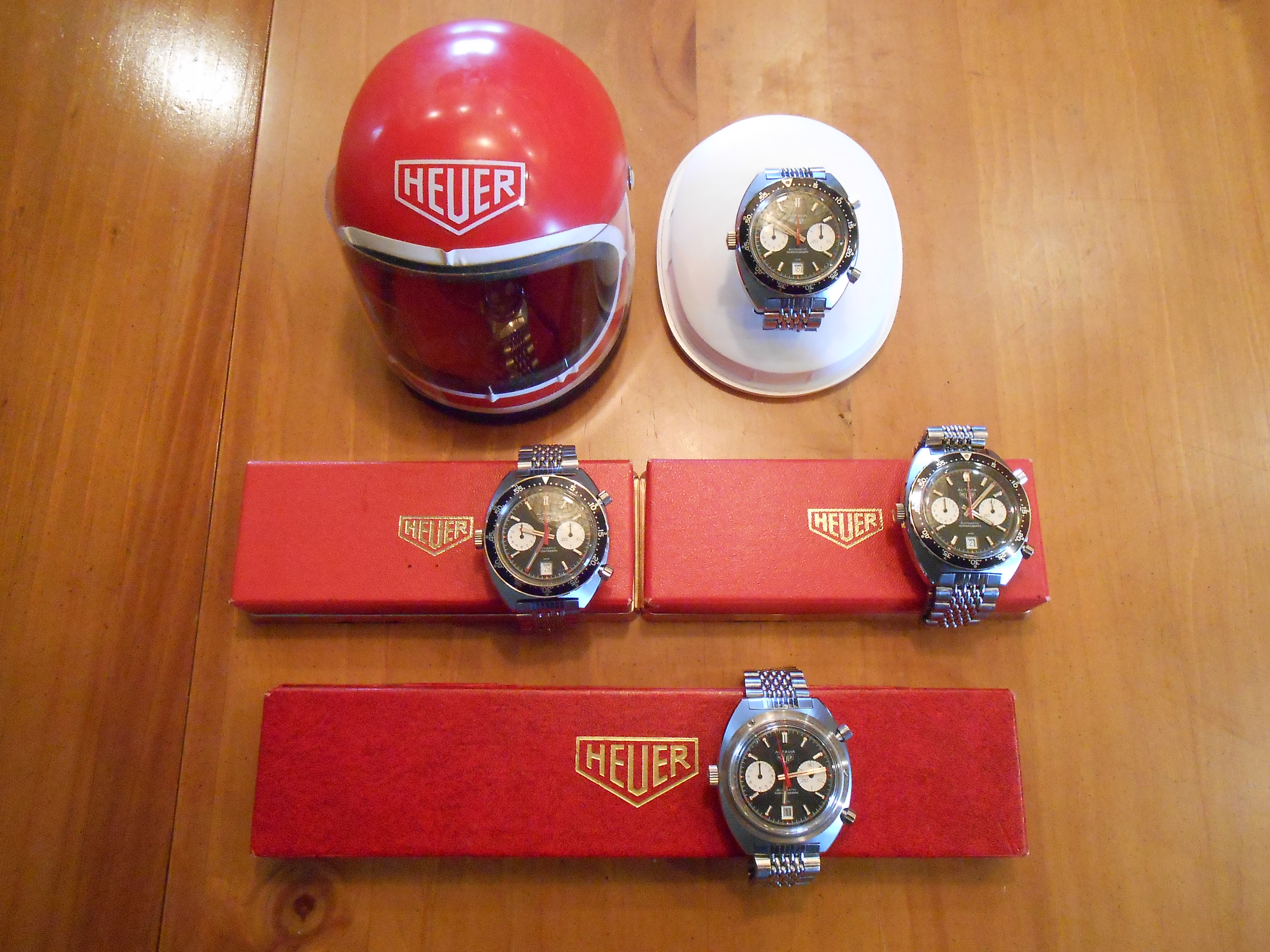
Heuer Autavia Viceroy

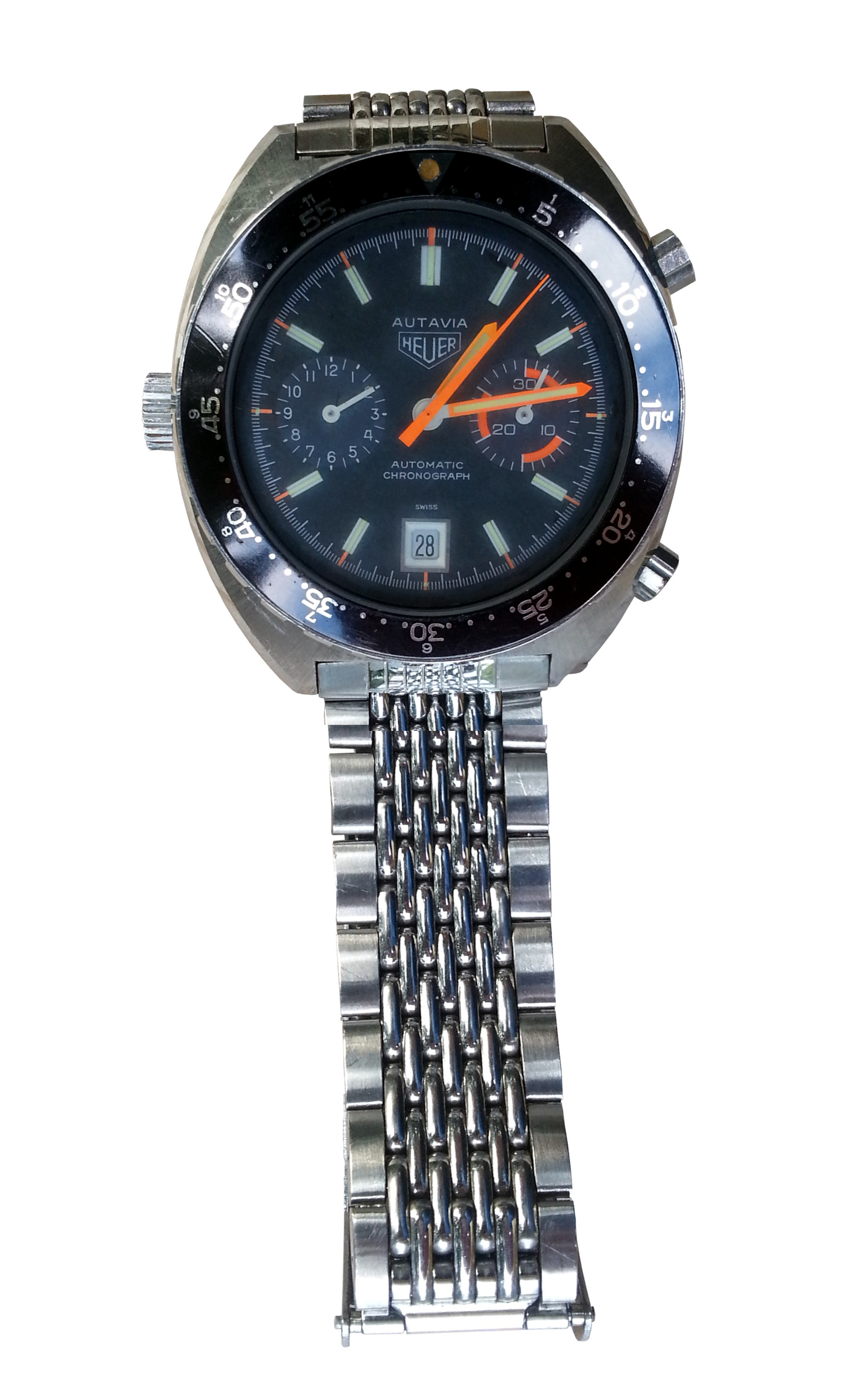
Heuer Autavia 11630 Orange

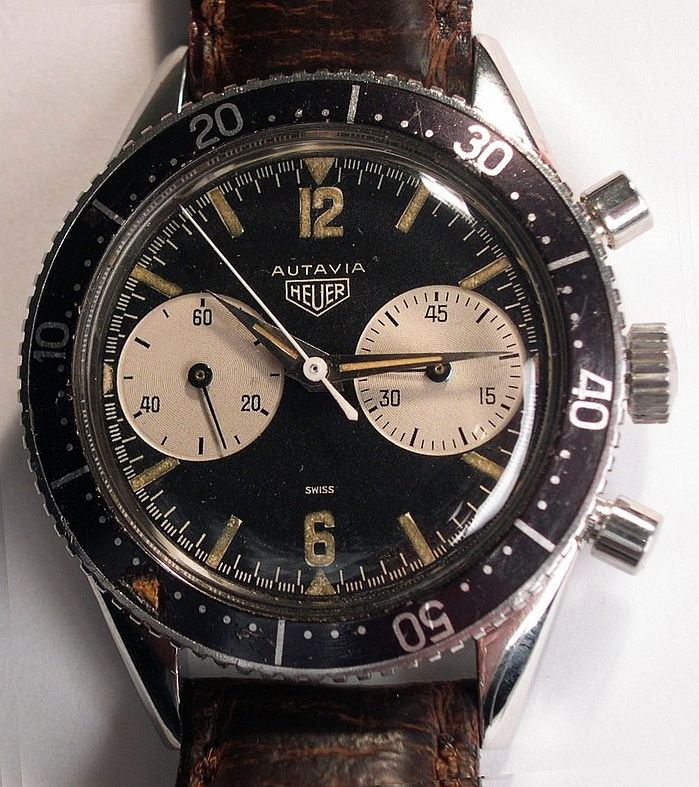
Autavia von TAG Heuer

Autavia setzt sich zusammen aus AUT von Automobile und AVIA von Aviation. Die Autavia-Serie von Heuer stellt die Heuer-Reihe mit der grössten Modellvielfalt dar. Die bekannteste Uhr ist die sogenannte Jo-Siffert-Autavia (nach dem Schweizer Rennfahrer Jo Siffert, der diese Uhr als einer der ersten – wahrscheinlich für Heuer-Marketingzwecke – trug) mit einem weissen Blatt und blauen Markern. Diese Uhr mit einem Automatikuhrwerk wurde 1969 eingeführt. Allerdings änderte sich schon nach etwa einem Jahr das Zifferblatt dieses Modells, da Heuer auf dem Blatt das Wort Chronomatic verwendete. Der Begriff Chrono-Matic wurde aber schon von Breitling auf ihren Uhren verwendet. Die Folge war, dass Jo-Siffert-Uhren mit dem Aufdruck Chronomatic sehr selten sind. Heute sind von diesem Modell nur etwa 5–6 Exemplare bekannt. Eines davon befindet sich im TAG-Heuer-Museum (nicht öffentlich).
Neben der Jo Siffert sind vor allem die Modelle aus dem Jahr 1984 sehr beliebt. In diesem Jahr wurde der Übergang von Heuer zu TAG und der späteren Marke TAG Heuer initiiert. Die Modelle waren zu dieser Zeit nicht sehr beliebt, unter anderem weil auch das Zeitalter der LCD und elektronischen Uhrwerke anbrach. Einer der seltensten Uhren aus dieser Zeit ist die Diver 100 Autavia: Hier hat Heuer Designattribute von Rolex Übernommen (Mercedes-Zeiger; Blatt mit runden Markern, Lünetteneinlage à la Rolex) und diese mit der Heuer-Optik in einer Uhr kombiniert. Die Diver 100 ist eine der seltensten Heuer-Autavia-Uhren überhaupt mit weltweit circa 8 bis 12 bekannten Exemplaren.
Rechts sieht man schön eine Sammlung von sogenannten Viceroy-Autavias. Diese wurden in einer Kooperation zwischen Heuer und der Zigarettenmarke Viceroy in den USA auf den Markt gebracht. Die Konsumenten von Viceroy-Zigaretten konnten hierbei durch eine Sammelaktion die entsprechende Uhr für nur 88 US-Dollar erwerben. Der Ansturm auf diese Uhr war sehr gross, so dass Heuer zum Schluss der Promotion alles zusammenbastelte, was noch vorhanden war: die Uhren unterscheiden sich daher vor allem durch die Verwendung verschiedener Lünetteneinlagen: Tachy bzw. MH (Stunde/Minute) wurden verwendet. Statt des teuren Original-GF-Armbandes mit HLF-Endstücken wurde ein sogenanntes Economy-Armband eingesetzt. Dieses hatte zwar HLF-Endstücke aber keine GF-Schliesse. Das Armband wurde in Japan produziert und hat neben dem Verschluss auch günstigere Armbandglieder. Durch diese Verkaufspromotion in schwieriger Zeit, organisiert durch Jack W. Heuer, konnten rund 16'000 derartige Armbanduhren abgesetzt werden.
Autavia war eine Sportart in der Schweiz in den 1920er und 1930er Jahren, bei der Flugzeuge und Automobile beteiligt waren. Ob die TAG Heuer-Uhren einen Bezug zur Sportart haben, ist nicht gesichert.

### Heuer Calculator Automatic
Diese Heuer-Automatik-Uhr ist sowohl mit Stoppuhrfunktion als auch mit einem Rechenschieber ausgestattet.

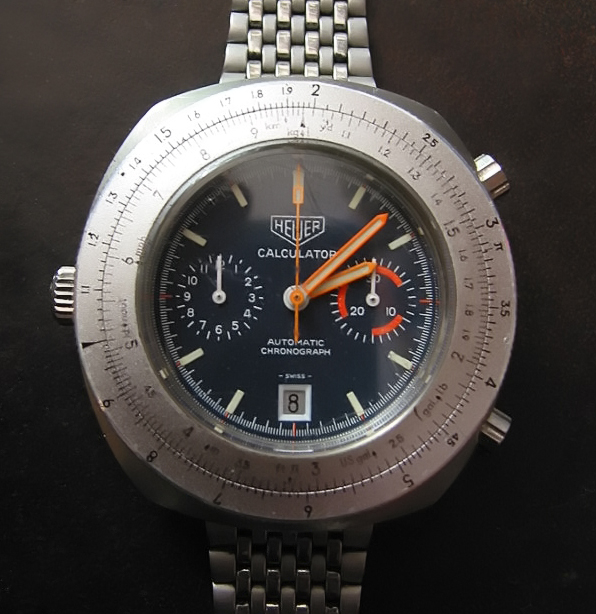
Heuer-Calculator

### Carrera Mikrograph
Der Carrera Mikrograph ist der erste mechanisch betriebene Chronograph, der auf ein Hundertstel einer Sekunde genau arbeitete. Diese Marke wurde durch die Mikrotimer Flying 1000 überboten, die nur drei Monate später durch TAG Heuer angekündigt wurde und auf die Tausendstelsekunde genau die Zeit stoppen konnte. Bereits im Januar 2012 überholte TAG Heuer diese Marke erneut mit dem Mikrogirder-Modell, welches die Zeit auf 1/2.000-Sekunde genau anzeigte.

### Weitere
- Monaco
- Monza

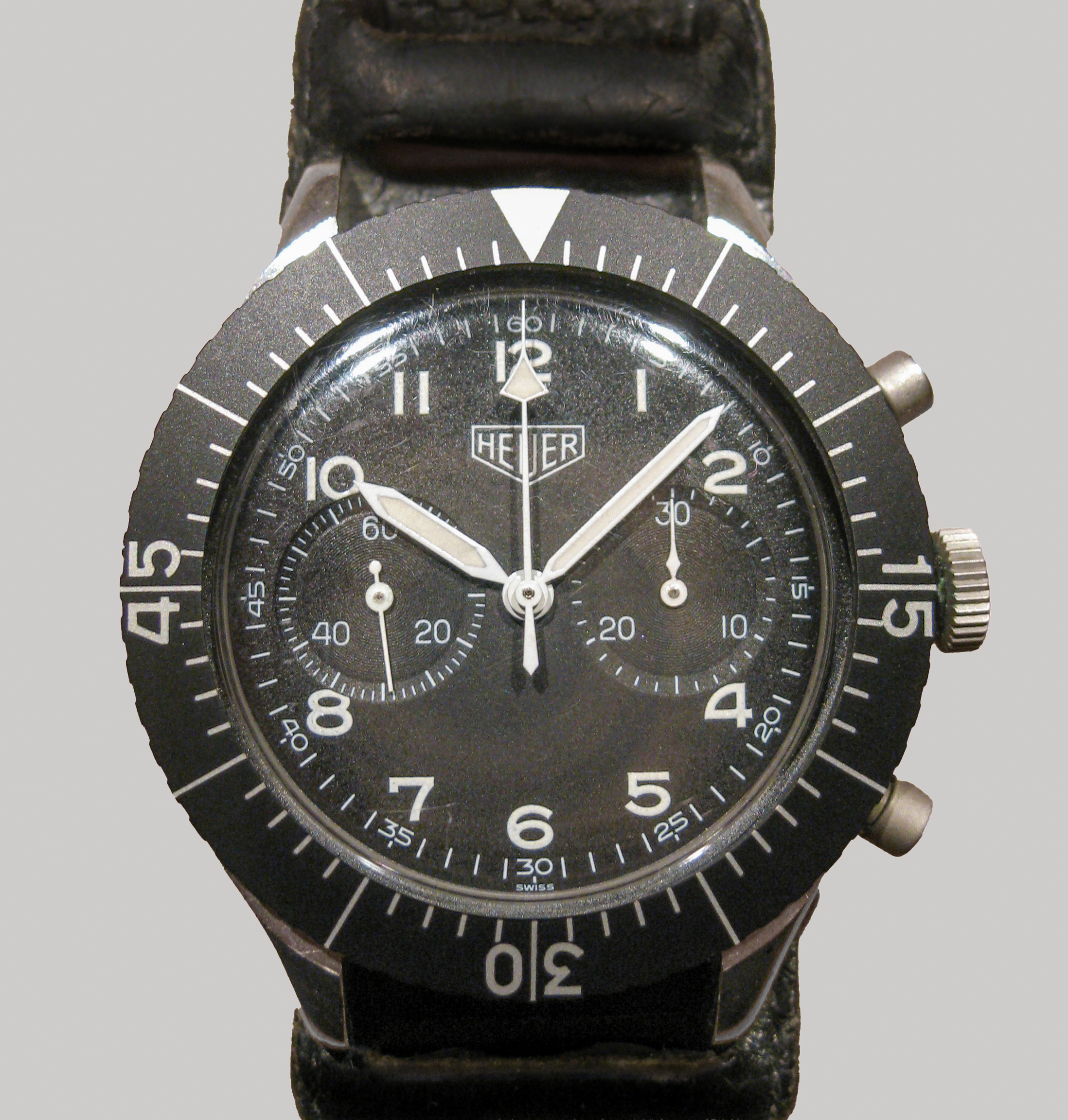
Heuer-Fliegerchronograph (Dienstuhr der deutschen Luftwaffe von 1967 bis 1986)

- Professional 1000/2000/4000/6000 Series
- Temporada
- Skipper
- Pulsar
- Easy Rider
- Daytona
- Silverstone
- Kentucky
- Indy 500
- S/el Serie
- Chronosplit Manhattan GMT
- Calculator Serie
- Montreal
- Film Master
- Camaro
- Monte Carlo
- Jackie Ickx
- Cortina
- Verona
- (Bundeswehr) Fliegerchronograph 1550

## Andere Produkte
Seit 2002 produziert die Groupe Logo Manufaktur für TAG Heuer die sogenannte Sport Vision Eyewear, welche Brillen, Sonnenbrillen und Brillenfassungen umfasst.
Diese Brillen sind auf hohe Belastungen, wie z. B. beim Sport oder unter dem Helm während eines Formelrennens ausgelegt, die Fassungen bestehen meist aus Titan, Aluminium oder Gummi, der auch in Formel-1-Reifen Verwendung findet.
Daneben werden auch Mobiltelefone und Modeaccessoires für Männer (Brieftaschen, Gürtel, Taschen, Jacketts, Armbänder und Manschettenknöpfe) mit dem TAG-Heuer-Logo angeboten.